# Каране
Каране су насељено место у саставу града Крижеваца у Копривничко-крижевачкој жупанији, Република Хрватска.

## Историја
До територијалне реорганизације у Хрватској налазиле су се у саставу бивше велике општине Крижевци.

## Становништво
На попису становништва 2011. године, Каране су имале 229 становника.

## Попис1991.
На попису становништва 1991. године, насељено место Каране је имало 204 становника, следећег националног састава:
| Попис 1991.‍  | Попис 1991.‍  | Попис 1991.‍ | Попис 1991.‍ | Попис 1991.‍ |
| ------------ | ------------ | ----------- | ----------- | ----------- |
|              |              |             |             |             |
| Хрвати       | Хрвати       |             | 197         | 96,56%      |
| Срби         | Срби         |             | 1           | 0,49%       |
| неопредељени | неопредељени |             | 5           | 2,45%       |
| непознато    | непознато    |             | 1           | 0,49%       |
| укупно: 204  |              |             |             |             |